# Лубенець (Новгород-Сіверський район)
Лубене́ць (раніше Гончарівка) —  село в Україні, у Коропській селищній громаді Новгород-Сіверського району Чернігівської області. Населення становить 110 осіб. До 2016 у складі Атюшівської сільської ради. Від 2016 орган місцевого самоврядування — Коропська селищна рада.

## Символіка
На гербі зображений кіт що позначає першого мешканця села - козака Івана Петровича Кота. Два глечики символізують історичну назву села - Гончарі, а літера «Л» поточну назву.

## Історія
Хутір Гончарівка (Лубенець) заселився приблизно у 1880 році. Першим його мешканцем був козак Іван Петрович Кіт. А назва виникла від того, що в хуторі зупинялось на ночівлю багато гончарів, які везли продавати горшки із-за Десни до Батурина та Бахмача. Пізніше хутір отримав назву Лубенець — від однойменного урочища.
12 червня 2020 року, відповідно до розпорядження Кабінету Міністрів України № 730-р «Про визначення адміністративних центрів та затвердження територій територіальних громад Чернігівської області», увійшло до складу Коропської селищної громади.
19 липня 2020 року, в результаті адміністративно-територіальної реформи та ліквідації Коропського району, увійшло до складу Новгород-Сіверського району Чернігівської області.

## Населення

### Мова
Розподіл населення за рідною мовою за даними перепису 2001 року:
| Мова       | Кількість | Відсоток |
| ---------- | --------- | -------- |
| українська | 109       | 99.09%   |
| російська  | 1         | 0.91%    |
| Усього     | 110       | 100%     |